# Seunebok Baro
Seunebok Baro is een bestuurslaag in het regentschap Aceh Utara van de provincie Atjeh, Indonesië. Seunebok Baro telt 243 inwoners (volkstelling 2010).